# Ревуцкий, Пётр Дмитриевич
Пётр Дмитриевич Ревуцкий (1847—1911) — елисаветградский уездный предводитель дворянства, член Государственного совета.

## Биография
Православный. Из потомственных дворян Херсонской губернии. Землевладелец той же губернии (родовая 1981 десятина).
По окончании Ришельевской гимназии поступил в Новороссийский университет, однако из-за болезни курса не окончил.
В 1866 году поступил на службу в канцелярию херсонского уездного предводителя дворянства, а в 1869 году вышел в отставку. В 1871—1895 годах состоял почетным мировым судьей по Елисаветградскому округу, в 1874—1875 годах — непременным членом Елисаветградского съезда мировых судей, а в 1877—1882 годах — председателем съезда мировых судей. В 1883—1892 годах избирался елисаветградским уездным предводителем дворянства. Кроме того, состоял почетным членом Херсонского губернского попечителя детских приютов (1873—1898) и председателем Елисаветградского комитета Российского общества Красного Креста.
19 декабря 1907 года избран членом Государственного совета от Херсонского губернского земства на место умершего А. Н. Соковнина (в 1909 году — переизбран). Входил в группу правого центра.
Умер в 1911 году. Был женат, имел двоих детей.